# 陈杰人
陈杰人（1972年—），中華人民共和國湖南省双峰县青树坪镇人，媒體人。曾就职于中国青年报、公益时报、《人民日报》、人民日报社理论刊物《人民论坛》、新华社《望东方周刊》、《法制周报》等多家媒體，並在《人民日报》、《纽约时报》、《中国青年报》、《法制日报》、《检察日报》、《南方周末》、《南方都市报》、《新京报》、《东方早报》等媒體發表評論文章。

## 生平
陈杰人生于一个农民家庭，2001年毕业于清华大学法学院。
2003年，陈杰人在中国青年报任職期間報道武汉女大学生卖淫现象，但不久被解雇。2005年，擔任公益时报主编時签发批评文章被解僱。2011年10月，因批评政府过多，被人民日报解除人民网江苏视窗执行总编职务。
2018年6月25日，陈杰人在网上实名举报湖南邵阳市市委书记邓广雁涉嫌严重失职和渎职，7月7日，陈杰人被湖南當地政府以“非法经营、敲诈勒索”等罪名刑事拘留。9月，陳傑人在中國中央电视台承认，自己花钱写文章，借舆论监督名义敛财。
2020年4月30日下午，湖南省桂阳县人民法院認為，陈杰人为谋取非法利益，自2015年起，借新浪微博网络大V的身份，在网上发布虚假或负面信息，攻击及诋毁党政和司法机关，敲诈勒索公、私财物，因此一审判決陈杰人的寻衅滋事、敲诈勒索、非法经营、行贿罪名成立，判处其有期徒刑15年，罰款人民币701万元。
中国人权捍卫者发表声明要求立即无条件释放陈杰人。